# Jan Falkowski z Falkowa
Jan Falkowski z Falkowa herbu Doliwa (zm. po 22 listopada 1421 a przed 22 października 1422) – kanonik krakowski, rektor Akademii Krakowskiej w 1418 roku

## Życiorys
Pochodził z rodziny szlacheckiej z Fałkowa. Studiował w Pradze, gdzie w  1397 uzyskał tytuł magistra sztuk wyzwolonych. W latach 1399–1401 studiował prawo i wykładał filozofię na Wydziale Sztuk Wyzwolonych Uniwersytetu Karola. W 1401 przyjechał do Polski i rozpoczął wykłady na odnowionej Akademii Krakowskiej. W 1403 był dziekanem Wydziału Sztuk Wyzwolonych. W 1407 uzyskał stopień bakałarza prawa pełniąc urząd rektora w 1418 legitymował się stopniem licencjata prawa. W tym samym roku uzyskał tytuł doktora, a jego promotorem był Stanisław ze Skarbimierza. W 1404 został kanonikiem katedralnym krakowskim. W latach 1407–1408 był oficjałem krakowskim, w 1418 pełnił też funkcję prokuratora dóbr kapituły krakowskiej. Zmarł przed 20 października 1422 ponieważ w tym dniu obsadzono altarię ołtarza Wszystkich Świętych w Katedrze wawelskiej wakującą po jego śmierci.